# Królowie Munsteru

Królowie Munsteru – władcy Munsteru w południowo-zachodniej Irlandii. Nazwa została wyprowadzona od gaelickiej bogini Muman. Prowincja Munster dzieliła się na sześć regionów: Tuadhmhuman (Thomond; na północy), Desmhuman (Desmond; na południu), Urhmumhan (Ormond; na wschodzie), Iarmumhan (zachodni Munster), Érna Muman (Ernaib Muman; antyczna ziemia plemienia Érnai) oraz Deisi Muman (ziemia plemienia Deisi na terenie obecnego hrabstwa Waterford).

## Legendarni królowie Mumu (Munsteru)
- Iar mac Degaid (ok. 30) [syn Degaida (Dedada), eponima Clanna Dedad z milezjańskiej linii Itha]
- Daire I mac Degaid (ok. 25 p.n.e.) [brat]
- Eogan I mac Oililla [wnuk Iara]
- Luchta (ok. 20 p.n.e.) [w 18 stopniu potomek Itha, stryja Mileda]
- Eochaid I mac Luchta (w północnym lub południowym Munsterze) [syn]
- Cú Roí (w zachodnim Munsterze) [syn Daire’a I]
- Lugaid I mac Conroi [syn]
- Degad (Dedad) mac Sin (ok. 30-67) [praprawnuk Eogana I]
- Tigernach Tetbannach (ok. 30-67) [prawnuk Eogana I]
- Lugaid II Alludach (ok. 126) [praprawnuk Conaire’a I Mora, arcykróla Irlandii]
- Forbri mac Fine (ok. 126)
- Eogan II Taidlech zw. Mug Nuadat (ok. 170-200) [w 8 stopniu potomek Duacha III Dallty Dedada, arcykróla Irlandii]
- Conaire Caem (ok. 200--220; arcykról Irlandii) [wnuk Lugaida II]
- Ernoch Nometh (ok. 220)
- Lugaid III MacConn (ok. 230; arcykról Irlandii)

Dynastia Eóganacht (eberiańska)
- Ailill I Olum (232-262) [ojczym; syn Eogana II]
- Cormac I Cas (262-274) [brat]
- Fiacha Muillethan (274-296) [bratanek]
- Ailill II Flannmor (296-316) [syn]
- Ailill III Flannbec (316-346) [brat]
- Daire II Cerbba (346-362) [syn]
- Crimthann I Mor mac Fidaig (362-379; arcykról Irlandii) [bratanek]

## Historyczni królowie Munsteru
Dynastia Eóganacht (5 linii: Eóganacht Áine (EA), Eóganacht Airthir Chliach (EAC), Eóganacht Chaisil/Cashel (EC), Eóganacht Glendamnach (EG), Eóganacht Locha Léin (ELL) i Eóganacht Raithlind (ER))
- Conall Corc mac Luigthig (ok. 379-431; fundator Cashel i rodu Eóganacht) [przybrany syn Chrimthanna I; wnuk Aililla II]
- Nad Froích (ok. 431-453) [syn Conalla]
- Óengus mac Nad Froích (453-489) [syn]
- Dauí Iarlaithe mac Maithni (król Iarmuman) [prawnuk Conalla] (ELL)
- Feidlimid I mac Óengusa (ok. 489-493) [syn Óengusa] (EC)
- Eochaid II mac Óengusa (ok. 493-523) [brat]
- Dub I Gilcach (ok. 523-527) [brat]
- Crimthann II Srem (EG) (ok. 527-547) [syn Eochaida II]
- Coirpre Cromm (Krzywy) (ok. 547-569) [syn Crimthanna II] (EG)
- Fergus Scannal (ok. 569-580) [wnuk Eochaida II] (EAC)
- Feidlimid II mac Coirpri Chruimm (580-586) [syn Coirpre’a] (EG)
- Feidlimid III mac Tigernaig (586-590/592) [w 6 stopniu potomek Conalla] (ER)
- Amalgaid mac Éndai (ok. 593) [w 4 stopniu potomek Nada] (EA)
- Garbán mac Éndai (przed 600) [brat] (EA)
- Fíngen mac Áedo Duib (przed 610-619) [prawnuk Fedlimida I] (EC)
- Áed Bennán mac Crimthainn (619/621) [prawnuk Dauí] (EL)
- Cathal I mac Áedo Flaind Chathrach (621-628) [wnuk Coirpre’a] (EG)
- Faílbe Flann (Krwawo-czerwony) (628-637/639) [brat Fíngena] (EC)
- Cuán mac Amalgado (637-641/645) [syn Amalgaida] (EA)
- Máenach mac Fíngin (641-662) [syn Fíngena I] (EC)
- Cathal II Cú-cen-máthair (662-665/666) [syn Cathala I] (EG)
- Colgú mac Faílbe Flaind (666-678) [syn Faílbe’a] (EC)
- Finguine I mac Cathail (678-695/696) [syn Cathala II] (EG)
- Ailill III mac Cathail (koregent 678-695; samodzielnie 695-698/701) [brat] (EG)
- Cormac II mac Ailello (698/701-713) [wnuk Máenacha] (EG)
- Eterscél mac Máel Umai (713-721) [wnuk Cuána] (EA)
- Cathussach mac Eterscélai (721) [syn] (EA)
- Cathal III mac Finguine (721-742) [syn Finguine’a II] (EG)
- Máel Duin mac Áedo (742-786) [w 4 stopniu potomek Áeda] (ELL)
- Ólchobar I mac Duib Indrecht (786-793; usunięty, zmarł 805) [prawnuk Uisnecha, brata Eterscéla] (EA)
- Ólchobar II mac Flainn (793-796/797) [syn Flanna z Uí Fingeinti] (EG)
- Airtrí mac Cathail (797-820; abdykował, zmarł 821) [syn Cathala III] (EG)
- Tuathal mac Artroig (820) [syn] (EG)
- Tnúthgal mac Donngaile (820) [w 5 stopniu potomek Colgú] (EC)
- Feidlimid IV mac Crimthainn (820-847) [w 5 stopniu potomek Fíngena] (EC)
- Ólchobar III mac Cináeda (847-851) [w 4 stopniu potomek Áeda] (ELL)
- Áilgenán mac Donngaile (851-853) [wnuk Tnúthgala] (EC)
- Máel Gualae (853-859) [brat] (EC)
- Cenn Fáelad ua Mugthigirn (859-872) [w 6 stopniu potomek Gárbana] (EC)
- Donnchad I mac Duib-dá-Bairenn (872-888) [w 6 stopniu potomek Colgú] (EC)
- Dub II Lachtna (EC) (888-895) [syn Máel Gualae’a]
- Finguine II Cenn nGécán mac Lóegairi (895-902) [bratanek Donnchada I] (EC)
- Cormac III mac Cuilennáin (902-908) [w 11 stopniu potomek Aengusa II] (EC)
- Flaithbertach mac Inmainén (908-944)
- Lorcán mac Coinlígáin (944) [w 9 stopniu potomek Colgú] (EC)
- Cellachán Caisil mac Buadacháin (944-954) [w 8 stopniu potomek Colgú] (EC)
- Máel Fathardaig mac Flainn (954-957) [w 10 stopniu potomek Fíngena] (EC)
- Dub III Dá Bairenn mac Domnaill (957-959) [w 16 stopniu potomek Conalla] (ER)
- Fer Gráid mac Clérig (959-961) [prawnuk Áilgenána] (EC)
- Donnchad II mac Cellacháin (961-963) [syn Cellachána] (EC)

Dynastia Dal gCais (O’Brien)
- Mathgamain mac Cennétig (963-976; w Thomondzie od 951) [syn króla Thomondu Cennetiga, w 20 stopniu potomek Cormaca Casa]
- Máel Muad mac Briain (976-978) [w 14 stopniu potomek Fedlimida III] (ER)
- Brian I Bóruma (od Trybutów) (978-1014; w Thomondzie od 976; arcykról Irlandii od 1002) [brat Mathgamaina]
- Dúngal mac Máelfothartaig Hua Donnchada (1014-1025) [syn Máel Farthardaiga]
- Donnchad III mac Briain (król-rywal 1014-1025, król 1025-1063; arcykról Irlandii 1036-1063; abdykował, zmarł 1064) [syn Briana I]
- Murchad mac Donnchada (1063-1068) [syn]
- Toirdelbach I Ua Briain (król-rywal 1063-1068,; król 1068-1086; arcykról Irlandii 1072-1086) [syn Tadga, syna Briana I]
- Muirchertach Ua Briain (1086-1114; usunięty; arcykról Irlandii 1086-1119) [brat]
- Diarmait Ua Briain (Dermot) I (1086; usunięty) [brat]
- Tadg (1086) [syn Toirrdelbacha I]
- Diarmait (2. panowanie 1114-1115; usunięty)
- Muirchertach (2. panowanie 1115-1116; usunięty)
- Diarmait (3. panowanie 1116-1118)
- Brian II Ua Briain (1118) [syn Murchada]
- Muirchertach (3. panowanie 1118-1119)
- Rozpad Munsteru na Thomond i Desmond 1119